# 최진립
최진립(崔震立, 1568년 ~ 1637년 1월 21일)은 조선의 무신이다. 자는 사건, 호는 잠와, 본관은 경주(慶州)이다.

## 생애
1566년 경주에서 최신보의 아들로 태어났다.
1592년 임진왜란이 발발하자 아우 최계종과 함께 의병을 일으켰다. 1594년 선조 때 무과에 급제하였으며 부장에 제수되었으나 부임하지 않았다., 1597년 정유재란 때 결사대를 이끌고 서생포에서 왜군을 격멸하였다. 이어 권율과 함께 도산에서 대승하여 선무원종공신에 녹되었고, 훈련원정(訓練院正)을 제수받았다.
임진왜란이 끝나고 1600년 여도만호(呂島萬戶) 겸 선전관(宣傳官)에 임명되었으나 나아가지 않았고 이어 마량첨사(馬梁僉使), 경상우후(慶尙虞侯)에 제수되어 성지(城池)를 수축하고 병기를 정돈하였다. 1607년 오위도총부(五衛都摠府) 도사(都事)를 지내고, 1614년에 경원부사(慶源府使)가 되었다. 금나라의 침입으로 명나라에서 구원병을 청하나 응하지 않았다 갑산에 유배되었다.
1623년 인조반정 이후 사면되어 가덕진 첨절제사(僉節制使)에 복직하였고, 1626년에는 경흥부사를 거쳐 공조참판을 지냈다. 1630년(인조 8년) 전라좌수사를 거쳐 경기수사에 올랐으며, 삼도수군통제사를 겸하게 되었다. 1632년에는 교동부사가 되었고, 1633년에는 가선대부(嘉善大夫) 행용양위부호군(行龍驤衛副護軍)를 거쳐 덕원부사에 제수되었다. 1634년(인조 12년)에는 전라도 수군절도사가 되었다.
1636년 병자호란이 일어나자 왕명으로 공주 영장으로 감사 정세규의 좌영장으로 출진하여 용인 험천에서 청군과 싸우다가 전사하였다.

## 사후
1637년 병조판서에 추증되었고, 청백리(淸白吏)에 녹선되었다. 시호는 정무(貞武)이다. 경주의 숭렬사(崇烈祠), 경원의 충렬사(忠烈祠)에 제향되었다.

## 저서
《정무공기실 貞武公紀實》 2권이 있다.

## 가족 관계
- 증조부 : 최득정
- 조부 : 최삼빙
- 부 : 최신보(崔臣輔)
  - 형 : 최진흥(崔震興)
  - 형 : 최진망(崔震望)
  - 대장군 : 최진립(崔震立)
    - 아들 :최동량(崔東亮)
      - 손자 : 최국선

  - 제 : 육의당 최계종(崔繼宗)

## 최진립이 등장한 작품
- 《명가》 (KBS, 2010년~2010년, 배우 : 김영철)

## 참고 자료
- 이 문서에는 다음커뮤니케이션(현 카카오)에서 GFDL 또는 CC-SA 라이선스로 배포한 글로벌 세계대백과사전의 내용을 기초로 작성된 글이 포함되어 있습니다.